# Used (Saragossa)
Used – gmina w Hiszpanii, w prowincji Saragossa, w Aragonii, o powierzchni 85,29 km². W 2011 roku gmina liczyła 304 mieszkańców.